# Giovanni Pietro Varion
Giovanni Pietro Varion (... – Este, 1780) è stato uno scultore francese naturalizzato italiano.
Dopo aver lavorato a Valenciennes dal 1749 al 1752, nel 1778 fondò ad Este un'azienda manifatturiera di porcellana di Este (Varion e Franchini) in attività fino alla fine del XIX secolo.